# Moorgrund
Moorgrund là một đô thị trong huyện Wartburg ở bang Thüringen, Đức. Đô thị này có diện tích 53,39 km². Dân số cuối năm 2006 là 3612 người.